# With a Twist...
Albums de Todd Rundgren
The Individualist
(1995) One Long Year
(2000)
With a Twist... est un album de Todd Rundgren en 1997. Il se compose de nouvelles versions de ses chansons les plus connues, enregistrées dans un style bossa nova.

## Titres
| 1.    | I Saw the Light                      |                                  | 3:43 |
| 2.    | Influenza                            |                                  | 4:21 |
| 3.    | Can We Still Be Friends              |                                  | 3:36 |
| 4.    | Mated                                | Powell, Rundgren, Sulton, Wilcox | 4:45 |
| 5.    | It Wouldn't Have Made Any Difference |                                  | 4:20 |
| 6.    | Love Is the Answer                   |                                  | 3:53 |
| 7.    | Fidelity                             |                                  | 4:00 |
| 8.    | Never Never Land                     | Comden, Green, Styne             | 2:03 |
| 9.    | Hello It's Me                        |                                  | 4:29 |
| 10.   | I Want You                           |                                  | 4:42 |
| 11.   | A Dream Goes On Forever              |                                  | 2:59 |
| 42:51 |                                      |                                  |      |

## Musiciens
- Todd Rundgren : chant
- John Ferenzik : claviers
- Jesse Gress : guitare
- Prairie Prince : percussions
- Kasim Sulton : basse